# 高木正弘
高木 正弘（たかぎ まさひろ）は、江戸時代前期の大名。河内国丹南藩の第3代藩主。官位は従五位下・主水正。

## 略歴
第2代藩主・高木正成の長男として誕生した。母は山口重政の養女（竹田某の娘）。幼名は善次郎。
寛永8年（1631年）、上総国内で1000石を与えられた。寛永12年（1635年）、父の死去により跡を継ぐ。このとき、家督相続前に与えられていた1000石は没収され、父が生前に与えられていた3000石の加増分も正好、正房の2人の弟に分与した。
大番頭、次いで二条城の守衛となったが、在任中の明暦4年（1658年）6月23日に死去した。享年46。墓所は京都市左京区黒谷町の金戒光明寺光守院。
跡を長男の正盛が継いだ。

## 系譜
- 父：高木正成（1587年 - 1635年）
- 母：山口重政の養女 - 竹田某の娘
- 正室：柴田康長の娘
  - 長男：高木正盛（1635年 - 1670年）
- 生母不明の子女
  - 次男：高木清長
  - 三男：高木正綱
  - 女子：板倉重形正室
  - 女子：石川総氏正室